# Chilón
Chilón est une municipalité du Chiapas, au Mexique. Elle couvre une superficie de 1685,2 ou 2 490 km2 et compte 127 914 habitants en 2015.